# Badminton-Juniorenweltmeisterschaft 2012
Die Badminton-Juniorenweltmeisterschaft 2012 fand vom 25. Oktober bis zum 3. November 2012 in Chiba in Japan statt. Zuerst wurde bis zum 28. Oktober der Teamweltmeister ermittelt. Anschließend folgte bis zum 3. November der Einzelwettbewerb.

## Medaillengewinner
| Disziplin    | Gold                                  | Silber                                | Bronze                      |
| ------------ | ------------------------------------- | ------------------------------------- | --------------------------- |
| Herreneinzel | Kento Momota                          | Xue Song                              | Hsu Jui-ting                |
| Herreneinzel | Kento Momota                          | Xue Song                              | Heo Kwang-hee               |
| Dameneinzel  | Nozomi Okuhara                        | Akane Yamaguchi                       | Sun Yu                      |
| Dameneinzel  | Nozomi Okuhara                        | Akane Yamaguchi                       | Aya Ohori                   |
| Herrendoppel | Lee Chun Hei Ng Ka Long               | Takuto Inoue Yūki Kaneko              | Pei Tianyi Zhang Ningyi     |
| Herrendoppel | Lee Chun Hei Ng Ka Long               | Takuto Inoue Yūki Kaneko              | Wang Yilu Liu Yuchen        |
| Damendoppel  | Lee So-hee Shin Seung-chan            | Yu Xiaohan Huang Yaqiong              | Kim Hyo-min Lee Min-ji      |
| Damendoppel  | Lee So-hee Shin Seung-chan            | Yu Xiaohan Huang Yaqiong              | Chow Mei Kuan Lee Meng Yean |
| Mixed        | Edi Subaktiar Melati Daeva Oktavianti | Alfian Eko Prasetya Shella Devi Aulia | Wang Yilu Huang Yaqiong     |
| Mixed        | Edi Subaktiar Melati Daeva Oktavianti | Alfian Eko Prasetya Shella Devi Aulia | Liu Yuchen Chen Qingchen    |
| Mannschaft   | Volksrepublik China                   | Japan                                 | Südkorea                    |

## Medaillenspiegel
| Rang | Land                | Gold | Silber | Bronze | Gesamt |
| ---- | ------------------- | ---- | ------ | ------ | ------ |
| 1    | Japan               | 2    | 3      | 1      | 6      |
| 2    | Volksrepublik China | 1    | 2      | 5      | 8      |
| 3    | Indonesien          | 1    | 1      | 0      | 2      |
| 4    | Südkorea            | 1    | 0      | 3      | 4      |
| 5    | Hongkong            | 1    | 0      | 0      | 1      |
| 6    | Chinesisch Taipeh   | 0    | 0      | 1      | 1      |
| 7    | Malaysia            | 0    | 0      | 1      | 1      |